# ميخائيل غونسالفيس
ميخائيل غونسالفيس (10 مارس 1995 بسويسرا - ) هو لاعب كرة قدم سويسري في مركز الدفاع. شارك مع منتخب سويسرا تحت 16 سنة لكرة القدم ‏ ومنتخب سويسرا تحت 17 سنة لكرة القدم ومنتخب سويسرا تحت 18 سنة لكرة القدم ومنتخب سويسرا تحت 19 سنة لكرة القدم ومنتخب سويسرا تحت 20 سنة لكرة القدم. أما مع النوادي، فقد لعب مع نادي بازل ونادي ويل.

## وصلات خارجية
- ميخائيل غونسالفيس على موقع قاعدة بيانات كرة القدم.إي يو (الإنجليزية)
- ميخائيل غونسالفيس على موقع Soccerway.com (الإنجليزية)
- ميخائيل غونسالفيس على موقع عالم كرة القدم.نت (الإنجليزية)
- ميخائيل غونسالفيس على موقع AS.com (الإسبانية)